# Juvenile Justice
Juvenile Justice (koreanischer Originaltitel: 소년심판 So-nyeon Sim-pan) ist eine südkoreanische Justizserie, die von Gill Pictures und GTist für Netflix umgesetzt wurde. Am 25. Februar 2022 wurde die Serie weltweit auf Netflix veröffentlicht.

## Handlung
Sim Eun-seok hegt eine große Abneigung gegenüber straffälligen Minderjährigen, da sie einst einen großen Verlust durch solch welche erfahren hat, und wird als neue Richterin an das Jugendgericht im Bezirk Yeonhwa berufen. Die Gegend hat mit einer hohen Kriminalitätsrate bei Jugendlichen zu kämpfen. Eun-seok beginnt mit Gepflogenheiten zu brechen. Sie fällt unorthodoxe Urteile und wendet dabei ihre ganz eigenen Methoden zur Bestrafung der jungen Täter an. Mit der Zeit erfährt sie immer mehr über die Ursachen und Hintergründe der Taten, die von den minderjährigen Straftäter verübt werden. Schließlich wendet sich Eun-seok mit ihren Urteilen auch an die Gesellschaft, welche ihrer Meinung nach, eine Mitverantwortung für die Taten der Jugendlichen trägt.

## Besetzung und Synchronisation
Die deutschsprachige Synchronisation  entstand nach den Dialogbüchern von Alexej Ashkenazy sowie unter der Dialogregie von Christian Gaul und Philippa Jarke durch die Synchronfirma Eclair Studios Germany in Berlin.

### Hauptdarsteller
| Rolle         | Schauspieler | Synchronsprecher  |
| ------------- | ------------ | ----------------- |
| Sim Eun-seok  | Kim Hye-soo  | Jessica Rust      |
| Cha Tae-ju    | Kim Mu-yeol  | Henning Nöhren    |
| Kang Won-jung | Lee Sung-min | Alexander Doering |
| Na Geun-hee   | Lee Jung-eun | Marion Musiol     |

### Nebendarsteller
| Rolle                       | Schauspieler   | Synchronsprecher       |
| --------------------------- | -------------- | ---------------------- |
| Seo Beom                    | Shin Jae-hwi   | Jan Makino             |
| Joo Yeong-sil               | Lee Sang-hee   | Amelie Plaas-Link      |
| Woo Su-mi                   | Park Ji-yeon   | Katharina Schwarzmaier |
| Detective Ko Gang-sik       | Park Jong-hwan | Bastian Sierich        |
| Staatsanwalt Namgung I-hwan | Kim Joo-hun    | Karlo Hackenberger     |
| Abgeordneter Eom Jun-gi     | Yoo Jae-myung  | Jörg Pintsch           |
| Rechtsanwältin Heo Chan-mi  | Kim Young-ah   | Gundi Eberhard         |

### Gastdarsteller
| Rolle                       | Schauspieler     | Synchronsprecher      |
| --------------------------- | ---------------- | --------------------- |
| Baek Seong-u                | Lee Yeon         | Jaron Müller          |
| Woo Seol-ah                 | Jo Mi-nyeo       | Celina Gaschina       |
| Seo Yu-ri                   | Shim Dal-gi      | Derya Flechtner       |
| Mutter von Yun Ji-hu        | Park Bo-kyung    | Marieke Oeffinger     |
| Mutter von Baek Seong-u     | Park Ok-chool    | Wicki Kalaitzi        |
| Kwak Do-seok                | Song Deok-ho     | Elias Kunze           |
| Han Ye-eun                  | Hwang Hyun-jung  | Moira May             |
| Oma von Seo Yu-ri           | Lee Joo-shil     | Sonja Deutsch         |
| Seo Won-sik                 | Hyun Bong-sik    | Dirk Bublies          |
| O Seon-ja                   | Yeom Hye-ran     | Magdalena Helmig      |
| Choi Yeong-na               | Kim Bo-young     | Özge Kayalar          |
| O Yeon-ji                   | Choi Ji-su       | Clara Drews           |
| Woo Min-gyeong              | Ha Yi-an         | Valentina Bonalana    |
| Kim A-reum                  | Jung Yi-ju       | Lena Rettinghaus      |
| Do Yu-gyeong                | Park Jeong-yun   | Julia Bautz           |
| Han Min-ju                  | Cho Hyun-seo     | Yamuna Kemmerling     |
| Yeo Ji-eun                  | Kim Jung-yoon    | Mascha Raykhman       |
| Yun Eun-jeong               | Jo Yoon-soo      | Anni C. Salander      |
| Ko Hye-rim                  | Yoon Seo-ah      | Laura Elßel           |
| Bezirksrichter Kim Dong-hyo | Choi Jung-woo    | Peter Flechtner       |
| Frau von Kang Won-jung      | Park Mi-hyun     | Antje Thiele          |
| Mutter von Seok-hyeon       | Yoon Young-kyung | Laura Sophia Landauer |
| Frau von Gyu-sang           | Lee Bom          | Ana Purwa             |
| Mutter von Kwak Do-seok     | Lee Se-rang      | Larissa Koch          |
| Baek Mi-ju                  | Chung Su-bin     | Samina König          |
| Hwang In-jun                | Jeong Se-hyeon   | Tim Schwarzmaier      |
| O Gyeong-su                 | Kim Joon-sung    | David Brizzi          |
| Seo Dong-gyun               | Kim Do-geon      | Nicolas Rathod        |
| Kang Seon-a                 | Kang Chae-young  | Betty Förster         |
| Vater von Kang Seon-a       | Kim Joon-won     | Roland Wolf           |
| Mutter von Namgung I-hwan   | Jeon Guk-hyang   | Anna Dramski          |
| Vater von Baek Ha-rin       | Seo Dong-gab     | Ulrich Blöcher        |
| Baek Do-hyeon               | Kim Kyun-ha      | Amadeus Strobl        |
| Eun-sol                     |                  | Marie-Terese Katt     |

### Kleindarsteller
| Rolle                          | Schauspieler    | Synchronsprecher |
| ------------------------------ | --------------- | ---------------- |
| Psychiater                     | Kim Byung-cheol | Frank Schaff     |
| Aufgebrachter Richter          | Son Seong-chan  | Frank Schaff     |
| Seok-yeol                      | Yoo Sung-joo    | Frank Schaff     |
| Freier                         | Choi Jae-sup    | Timo Weisschnur  |
| Mitarbeiter der Autovermietung | Kim Wang-do     | Alex Friedland   |

## Episodenliste
| Nr.                                                                          | Deutscher Titel | Originaltitel |
| ---------------------------------------------------------------------------- | --------------- | ------------- |
| 1                                                                            | Folge 1         | 1화           |
| 2                                                                            | Folge 2         | 2화           |
| 3                                                                            | Folge 3         | 3화           |
| 4                                                                            | Folge 4         | 4화           |
| 5                                                                            | Folge 5         | 5화           |
| 6                                                                            | Folge 6         | 6화           |
| 7                                                                            | Folge 7         | 7화           |
| 8                                                                            | Folge 8         | 8화           |
| 9                                                                            | Folge 9         | 9화           |
| 10                                                                           | Folge 10        | 10화          |
| Am 25. Februar 2022 wurden alle Folgen der Serie bei Netflix veröffentlicht. |                 |               |